# 紺屋関駅
紺屋関駅（こんやがせきえき）は、滋賀県大津市白玉町にあった、鉄道院大津線の駅。鉄道貨物を扱わない旅客駅であり、大津線が旅客営業を廃止し、東海道本線の貨物支線となった際に同時に廃止された。

## 歴史
- 1902年（明治35年）
  - 1月1日：開業。駅間哩程は石場・紺屋関間が0M39C（約0.8 km）、紺屋関・大津間が0M25C（約0.4 km）[3][4]。旅客駅で、馬場・大津間の乗客のみ取り扱い[5]。
  - 11月12日：哩程表示改定。哩鎖（MC）から哩（M）に変更され、駅間哩程が石場・紺屋関間が0.5M、紺屋関・大津間が0.3Mとなる[2]。
- 1909年（明治42年）10月12日：国有鉄道線路名称制定により、大津線の駅となる[6]。
- 1910年（明治43年）3月15日：旅客営業を拡大し、他路線からの乗客も降車可能となる[5]。
- 1913年（大正2年）3月1日：大津線の旅客営業が廃止され、貨物支線として東海道本線に編入される[6]。これに伴い、旅客駅の当駅は廃止される[2]。

なお、大津線の旅客営業廃止以前より大津電車軌道（現・京阪石山坂本線）が同区間の貸下げを鉄道院に請願しており、1912年（明治45年）5月1日にそれが認可され、線路共用が決まっていた。同社線の開業は大津線が貨物線に変更された日と同じ1913年（大正2年）3月1日であり、この日をもって当該区間の旅客営業が鉄道院から大津電車軌道に移った形となった。当駅付近には紺屋ヶ関停留所が設けられたが、1943年（昭和18年）11月10日に廃止されている。紺屋ヶ関の名は現在でも京阪石山坂本線の踏切名として残っている。

## 利用状況
『滋賀県統計全書』によると、年間乗降人員は以下の通りである。
| 年度     | 乗車人員（人） | 降車人員（人） | 出典   |
| -------- | -------------- | -------------- | ------ |
| 1902年度 | 18,179         | 11,155         | [ 10 ] |
| 1903年度 | 19,610         | 8,995          | [ 11 ] |
| 1904年度 | 8,514          | 3,373          | [ 12 ] |
| 1905年度 | 6,337          | 3,311          | [ 13 ] |
| 1906年度 | 6,814          | 1,962          | [ 14 ] |
| 1907年度 | 11,951         | 3,653          | [ 15 ] |
| 1908年度 | 18,014         | 7,286          | [ 16 ] |
| 1909年度 | 22,315         | 8,348          | [ 17 ] |
| 1910年度 | 26,828         | 11,285         | [ 18 ] |
| 1911年度 | 23,547         | 13,142         | [ 19 ] |
| 1912年度 | 17,053         | 16,054         | [ 20 ] |

## 駅周辺
- 紺屋関港 - 湖南汽船（現・琵琶湖汽船）の乗船場[21]。同地は江戸時代より荷上場として使われていたが、湖南汽船の前身の一つである紺屋関会社が1872年（明治5年）に港として拡張整備したことで、以来同社の和船が対岸とを結ぶ航路の拠点になった[22]。

## 隣の駅
鉄道院
大津線
石場駅 - 紺屋関駅 - 大津駅